# موعد مع الماضي (مسلسل)
موعد مع الماضي هو مسلسل مصري عرض علي منصة نتفليكس، قام ببطولته محمود حميدة، آسر ياسين، صبا مبارك، شريف سلامة، شيرين رضا، ركين سعد، محمد ثروت، محمد علاء، تامر نبيل وهدى المفتي. قصة المسلسل مقتبسة من قصة مسلسل من قتل سارة؟، المسلسل من إخراج سدير مسعود وكتابة محمد المصري، تم عرض المسلسل المكوّن من ثماني حلقات على نتفليكس في 6 ديسمبر 2024.

## الحبكة
تدور أحداث المسلسل حول قصة يحيى وسعيه للانتقام لمقتل شقيقته نادية إثر ما يبدو وكأنه حادث عرضي.

## طاقم التمثيل
- محمود حميدة
- آسر ياسين
- صبا مبارك [3]
- شريف سلامة
- شيرين رضا
- ركين سعد
- محمد ثروت
- محمد علاء
- تامر نبيل
- هدى المفتي
- هاجر الهادي
- عمر شريف
- ديڤيد مرزوق

## وصلات خارجية
- موعد مع الماضي على موقع IMDb (الإنجليزية)
- موعد مع الماضي على موقع قاعدة بيانات الأفلام العربية
- موعد مع الماضي على موقع قاعدة بيانات الفيلم (الإنجليزية)